# Тодорци (Грчка)
Тодорци или Тудорци (грч. Θεοδωράκι, Теодораки) је насељено место у општини Меглен у периферији Средишња Македонија, Грчка. Према попису из 2021. године било је 488 становника.
Према бугарском географу и историчару, Василу Канчову, у Тодорцима је 1900. године живело 336 Словена хришћана. Македонски историчар Тодор Симовски, 1998. године наводи да су Тодорци словенско насеље.